# Dubfellas vol.2
Dubfellas vol.2 è un album degli Almamegretta.

## Tracce
1. My Time
2. Healing Step
3. PPP
4. Didn't Leave Nobody
5. Drop & Roll
6. Rescue
7. Foolish Dub
8. Once In A Lifetime
9. Gypsy Shoes
10. Shy
11. What Have You Done? (La Bestia RMX)